# 못말리는 번디 가족
못말리는 번디 가족(Married... with Children)은 1987년 4월 5일부터 1997년 6월 5일까지 Fox에서 방영된 시트콤이다.

## 줄거리
- 시카고 교외에 사는 번디 가족과 이웃들의 일상에서 벌어지는 코믹한 소동을 그린 가족 시트콤

## 캐스트
- 에드 오닐
- 케이티 사갈
- 크리스티나 애플게이트
- 데이빗 게리슨
- 아만다 베어스
- 벅
- 럭키
- 테드 맥긴리
- 해롤드 실베스터